# Mastophora (alga)
Mastophora, rod crvenih algi iz porodice Mastophoraceae, dio reda Corallinales. Postoji šest priznatih vrsta; tipična je M. licheniformis Decaisne 1842, sinonim za M. rosea
Taksonomski je priznat kao zaseban rod.

## Vrste
1. Mastophora foliacea (Kützin) Kützing
2. Mastophora multistrata D.W.Keats
3. Mastophora pacifica (Heydrich) Foslie
4. Mastophora pygmaea Heydrich
5. Mastophora rosea (C.Agardh) Setchell
6. Mastophora variegata Pichon